# Канторович, Анатолий Робертович
Анато́лий Ро́бертович Канторо́вич (род. 5 ноября 1963) — советский и российский историк, археолог, доктор исторических наук, заведующий кафедрой археологии исторического факультета МГУ имени М. В. Ломоносова.

## Биография
Сын вирусолога Р. А. Канторовича (1925—1982), внук экономиста А. Я. Канторовича.
Окончил исторический факультет МГУ (1985). В 1994 году защитил кандидатскую диссертацию «Звериный стиль степной Скифии VII—III вв. до н. э.», в 2015 году — докторскую диссертацию «Скифский звериный стиль Восточной Европы: классификация, типология, хронология, эволюция».
Читает курсы «Полевая археология», «Основы археологии», «Проблемы археологии раннего железного века». Руководитель Ставропольской археологической экспедиции. 
Также читает курс "История России" в физтех-школе природоподобных, плазменных и ядерных технологий им. И. В. Курчатова (КНТ) в МФТИ.

## Основные работы
- Канторович А. Р., Эрлих В. Р. Уникальные навершия из святилища у ст. Тенгинской // КСИА. Вып. 219. — М., 2005.
- Канторович А. Р., Эрлих В. Р. Бронзолитейное искусство из курганов Адыгеи. — М., 2006. — 232 с.
- Канторович А. Р., Эрлих В. Р. Антропоморфные изображения в меото-скифской торевтике // Stratum plus. Скифские интерпретации 2005—2009. — СПб.—Кишинев—Одесса—Бухарест, 2009. — № 3. — С. 277—296.
- Исследования скифского звериного стиля в трудах Г. А. Федорова-Давыдова // Вестник Московского университета. Серия 8. История. — 2014. — № 3. — С. 103—114.
- «Appropriating Innovations: entangled Knowledge in Eurasia, 5000-1500 B.C.E.» (2017, в соавт.).
- Канторович А.Р. Искусство скифского звериного стиля Восточной Европы (классификация, типология, хронология, эволюция): в двух томах. Т. 1. –  М.: Издательство Московского университета, 2022. – 431 с.
- Канторович А.Р. Искусство скифского звериного стиля Восточной Европы (классификация, типология, хронология, эволюция): в двух томах. Т. 2.  – М.: Издательство Московского университета, 2022. – 359 с.